# Calyptranthes micrantha
Calyptranthes micrantha är en myrtenväxtart som beskrevs av Charles Wright och August Heinrich Rudolf Grisebach. Calyptranthes micrantha ingår i släktet Calyptranthes och familjen myrtenväxter. Inga underarter finns listade i Catalogue of Life.